# Ierse neutraliteit in de Tweede Wereldoorlog

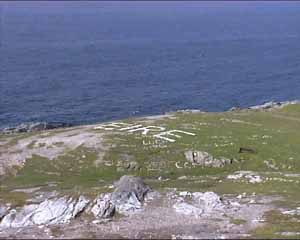
Een markering 'Eire' om vliegtuigen op het neutrale gebied te wijzen

De Ierse neutraliteit in de Tweede Wereldoorlog betekende dat de Republiek Ierland zich in de Tweede Wereldoorlog neutraal opstelde. Ze stond officieel aan de kant van de geallieerden noch aan die van nazi-Duitsland.

## Achtergrond
Tot 1922 was Ierland onderdeel van het Verenigd Koninkrijk van Groot-Brittannië en Ierland. In 1922 werden als gevolg van het sluiten van het Anglo-Iers Verdrag 26 van de 32 Ierse graafschappen samen een autonome dominion, die een formele band met de Engelse Kroon hield. Deze nieuwe Ierse staat is bekend geworden als de Ierse Vrijstaat. De overige 6 graafschappen - die samen Noord-Ierland vormden - bleven onder bestuur van het Verenigd Koninkrijk. Naar aanleiding van deze regeling brak vervolgens de Ierse Burgeroorlog uit.
Vanaf 1932 was in de nieuwe Ierse staat Fianna Fáil aan de macht, een republikeinse partij onder leiding van Éamon de Valera. Vijf jaar later voerde De Valera een nieuwe Ierse grondwet in, waardoor Ierland zich verder van het Verenigd Koninkrijk distantieerde. Ook kreeg het land toen zijn huidige naam (die in het Iers Éire luidt).
De Valera onderhield goede betrekkingen met de Britse eerste minister Neville Chamberlain. Onder diens leiding erkende het Verenigd Koninkrijk niet alleen de nieuwe Ierse grondwet, ook werden de drie Treaty Ports: diepzeehavens Berehaven, Queenstown en Lough Swilly - die na het Verdrag onder Brits bestuur waren gebleven - alsnog aan Ierland teruggegeven.
Het enige hete hangijzer tussen de twee naties bleef Noord-Ierland. De meeste bewoners van Noord-Ierland waren unionisten. In Ierland zelf manifesteerde het gewapende verzet tegen het Anglo-Ierse Verdrag zich vooral in de vorm van de Anti-verdrags-IRA (een van de fracties waarin de oorspronkelijke IRA uiteen viel), die zichzelf als "de enige echte Ierse regering" zag en daarom verschillende gewapende aanvallen in Ierland en Groot-Brittannië zoals het S-plan op touw zette.
In militair opzicht was Ierland ten tijde van het uitbreken van de Tweede Wereldoorlog een zwakke staat. Dit was vooral een gevolg van het feit dat het Ierse Ministerie van Defensie zich rond 1930 onder Britse bescherming waande en daarom weinig in het leger had geïnvesteerd.
Op dezelfde dag dat de Ierse Noodtoestand werd uitgeroepen, 2 september 1939, verzocht De Valera de Duitse gezant in Dublin, Eduard Hempel, om de garantie dat de Duitse legatie niet zou worden gebruikt voor spionage. Ook de Ierse handel met Nazi-Duitslands grootste vijand, het Verenigd Koninkrijk, mocht geen strobreed in de weg worden gelegd. Op 6 september reisde Joe Walshe van het Ierse Ministerie van Buitenlandse Zaken (An Roinn Gnóthaí Eachtracha) af naar Londen voor een onderhoud met de Britse minister van Buitenlandse Zaken, Anthony Eden. De twee kwamen tot een overeenkomst met betrekking tot de Ierse neutraliteit.

## Directe gevolgen
In puur geografisch opzicht bood het feit dat de Ierse regering zich neutraal opstelde de geallieerden meer voordelen dan nazi-Duitsland. Zo konden Britse militairen, die in Ierland waren terechtgekomen, vrijuit gaan als niet was bewezen dat ze met een gevechtsmissie bezig waren. De meesten gingen via Noord-Ierland terug naar Groot-Brittannië. Ook mochten in Ierland gelande vliegtuigen van de geallieerden in principe worden opgehaald.
Tussen de Britse en de Ierse informatiediensten vond veel uitwisseling van gegevens plaats, bijvoorbeeld over het weer boven de Atlantische Oceaan. Zo kon het moment om de Landing in Normandië in te zetten worden bepaald op grond van een weerbericht dat afkomstig was van de een weerstation aan de westkust van Ierland. Ook werd Londen geïnformeerd over Duitse U-boten.
De Ierse regering heeft zich gedurende de hele Tweede Wereldoorlog nooit duidelijk aan de kant van de geallieerden of de Duitsers geschaard. Deze opstelling verschilde van die van de Verenigde Staten, die hoewel ze zich in eerste instantie door middel van de Lend-Lease Act ook neutraal hadden verklaard toch van meet af aan duidelijk meer aan de Britse zijde, ofwel aan de kant van de geallieerden stonden. De houding van Ierland had ook te maken met het feit dat een groot deel van de Ierse bevolking enerzijds zo weinig mogelijk met Groot-Brittannië te maken wilde hebben en anderzijds sympathie koesterde voor Duitsland, dat tijdens de Paasopstand van 1916 had geprobeerd Ierland materieel te ondersteunen.

## Betrekkingen met andere landen

### Ierland en het Verenigd Koninkrijk

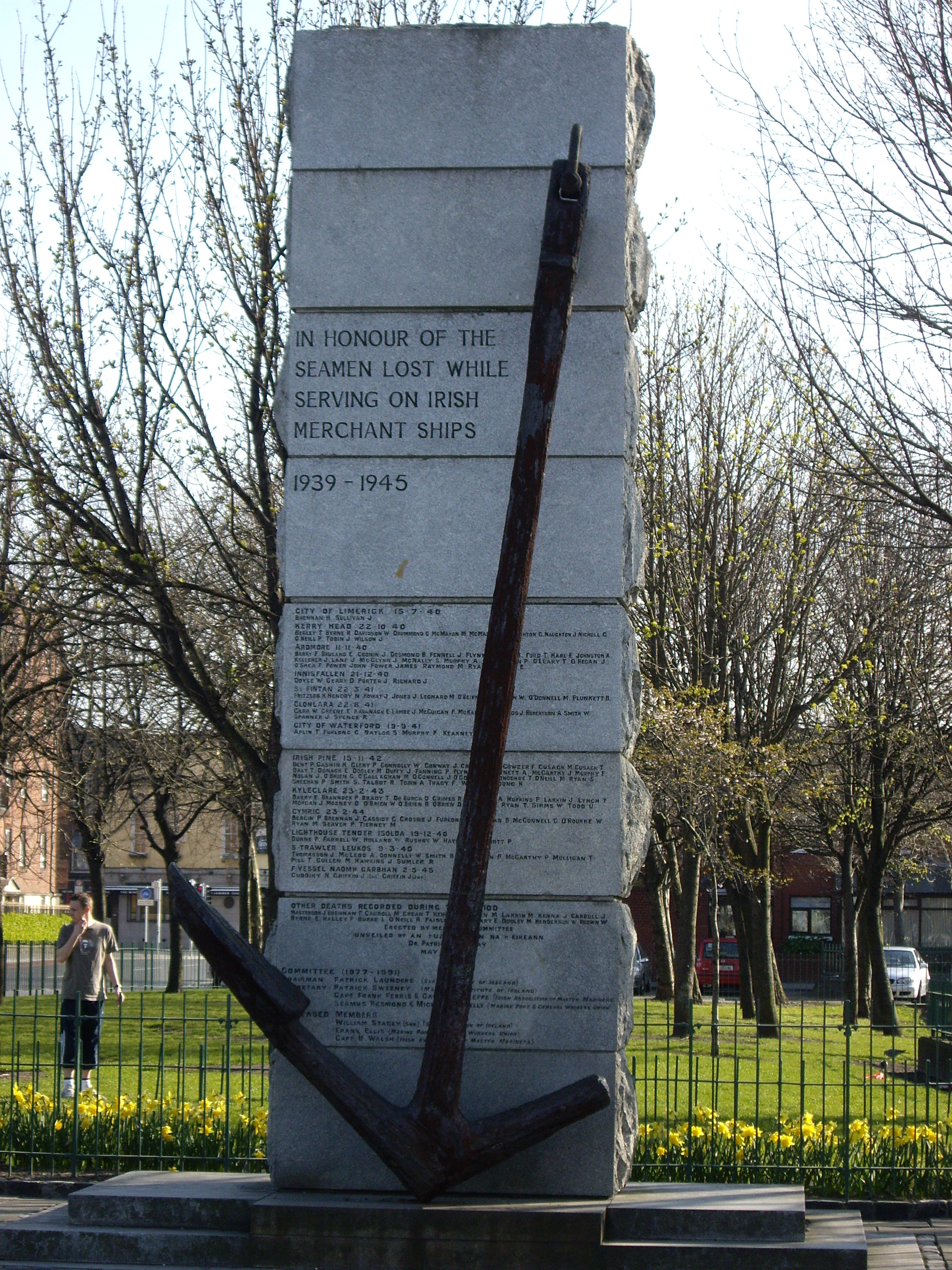
Een in 1991 in Dublin opgericht gedenkteken, ter nagedachtenis aan leden van de bemanning van de Ierse handelsvloot die tijdens De Noodtoestand omkwamen.

Na de Noorse Campagne van 1940 en de door de Duitsers gewonnen Slag om Frankrijk was men met name in Groot-Brittannië bevreesd dat Duitsland ook Ierland zou binnenvallen. Met de IRA als vijfde colonne zou de Duitse bezetting van Ierland wellicht snel een feit zijn. Om dit te voorkomen werden er Britse troepen en schepen in Ierland gestationeerd. Ook werd er weinig militair materieel meer uit Groot-Brittannië naar Ierland geëxporteerd, uit vrees dat dit op den duur in verkeerde handen zou belanden.
In juni 1940 besloot Winston Churchill dat er in geen geval militaire actie tegen Ierland mocht worden ondernomen. Voormalig minister van Dominion-zaken Malcolm MacDonald werd daarop naar Dublin gestuurd om met De Valera te onderhandelen. MacDonald stelde voor dat Groot-Brittannië zou meewerken aan een "Ierse unificatie", dat wil zeggen het samenvoegen van Noord-Ierland en Ierland, op voorwaarde dat Ierland bereid was mee aan de kant van de geallieerden mee te vechten in de oorlog. De Valera sloeg deze concessie af, evenals een alternatief voorstel alleen het Britse leger gebruik te laten maken van de Ierse havens en legerbasis. Mogelijk deed hij dit uit angst voor de grote verdeeldheid die dit binnen Ierland zou veroorzaken. Daarnaast verkeerde de Ierse regering, mede onder invloed van twee door Walsche - die zich tevens lovend uitliet over Vichy-Frankrijk - opgestelde memoranda, op dat moment nog in de veronderstelling dat Groot-Brittannië op den duur door Duitsland zou worden verslagen, terwijl men Ierland zelf militair sterk genoeg achtte om een eventuele Duitse invasie het hoofd te bieden.
Toen de Duitsers de Engelse handel probeerden te dwarsbomen was dit een groot probleem voor Ierland, omdat Groot-Brittannië veruit de belangrijkste handelspartner van Ierland was. In september 1940 sloeg Ierland een Brits verzoek tot transshipment en ondersteuning bij schade af, nadat Duitsland had gedreigd Ambrosetown en Campile te zullen bombarderen. De Brits-Ierse betrekkingen verslechterden vooral toen Groot-Brittannië de Ierse westkust niet als verdedigingsbasis mocht gebruiken toen er als gevolg van Duitse aanvallen met U-boten veel Britse militairen sneuvelden. Ierland interpreteerde dit op zijn beurt als een Britse dreiging tot invasie, wat ongegrond was aangezien men hier in Groot-Brittannië veel bezwaar tegen had. Wel begon Groot-Brittannië vanaf toen met het sterk terugschroeven van de handel met Ierland. Pas toen in het midden van 1941 Operatie Barbarossa begon werden de Brits-Ierse betrekkingen weer beter. Vanaf toen emigreerden veel Ieren naar Groot-Brittannië, om daar in de oorlogsindustrie te gaan werken.

### Ierland en de Verenigde Staten
Hoewel bij het uitbreken van de Tweede Wereldoorlog de Verenigde Staten officieel neutraal waren, en ook de Amerikaanse wetgeving hierop was afgestemd, was de Amerikaanse president Franklin Roosevelt duidelijk op de hand van Churchill. De Verenigde Staten zagen militaire ondersteuning van Groot-Brittannië als een hoge prioriteit. Daarom waren ze erop uit dat de Ierse neutraliteit wat beperkt werd, bijvoorbeeld doordat Ierse havens door Groot-Brittannië mochten worden gebruikt.
De VS weigerden wapens aan Ierland te verkopen, iets waar de Ierse regering eerder om had gevraagd, terwijl zij wel doorgingen met het verkopen van wapens aan de Britten. Dit alles zorgde ervoor dat de Amerikaans-Ierse betrekkingen verder verslechterden. De partijdige houding van de regering-Roosevelt leidde er verder toe dat de Ierse regering bij de Amerikaanse presidentiële verkiezingen van november 1940 probeerde de zittende president Roosevelt in een kwaad daglicht te zetten.

## Belangrijke gebeurtenissen

Reddingswerkers na het Duits bombardement op Belfast van 7 mei 1941

In januari 1941 waren bij kleine Duitse bombardementen op Iers grondgebied al enkele doden gevallen, waarna men in Ierland bevreesd raakte voor een Duitse invasie. Ierse autoriteiten wilden omwille van de Ierse neutraliteit aanvankelijk niet bevestigen dat het daadwerkelijk om Duitse bombardementen ging. In plaats daarvan beweerde men in samenwerking met de IRA dat de bommen of in ieder geval de bombardementen Brits waren, hetgeen later door de Ierse regering werd ontkend.
Op 7 april 1941 bombardeerde de Luftwaffe scheepswerven van Harland and Wolff in Belfast, omdat deze voor Britse militaire doeleinden werden gebruikt. Hierbij vielen acht doden. Op 15 april vond vervolgens de zogenaamde Belfast blitz plaats, terwijl slechts één eskader van de Royal Air Force de stad kon verdedigen. Bij deze aanval vielen meer dan 1000 doden en er werden 56.000 woningen verwoest, met als gevolg 100.000 daklozen. Om 4.30 vroeg Basil Brooke De Valera om hulp, en binnen twee uur werden 13 brandweervoertuigen uit Dublin, Drogheda, Dundalk en Dún Laoghaire naar Belfast gestuurd. Op 4 mei vond er nog een kleinere Duitse aanval op Ierse dokken en scheepswerven plaats.
In de nacht van 30 op 31 mei 1941 werd Dublin door de Duitsers gebombardeerd, waarbij achtendertig doden vielen en zeventig huizen werden verwoest. De Duitse regering beweerde nadien dat dit bombardement een fout als gevolg van een verkeerde windrichting was geweest, of van het feit dat de navigatiesignalen door de Britten waren gemanipuleerd. Dat dit bombardement het werk van de Luftwaffe was is verder nooit door iemand in twijfel getrokken.
In 1941 ontdekte de Ierse politie Operatie Fall Grün 2. Men stuurde kopieën van het plan naar de Security Service in Londen, waar ze op hun beurt werden doorgestuurd naar de politie in Belfast.
Er vonden Britse aanvallen op de neutrale Ierse schepen plaats. Deze aanvallen werden in eerste instantie aan de Duitsers toegeschreven.
In het Sint-Georgekanaal werd tot op zeven mijl van de kust van Dungarvan zeemijnen gelegd. Ook werden de Ierse wateren gebruikt voor de Slag om de Atlantische Oceaan.
De Ierse regering stond Britse watervliegtuigen die waren gestationeerd in Lower Lough Erne toe over de Ierse republiek te vliegen, doordat ze Donegal Corridor mochten gebruiken als luchtruim tijdens patrouilles over de Atlantische Oceaan. De Consolidated PBY Catalina, die in 1941 de Bismarck op weg naar Frankrijk lokaliseerde, was een van deze watervliegtuigen.
De Robert Hastie, een Britse gewapende trawler die was bedoeld voor search and rescue, werd vanaf juni 1941 heimelijk gestationeerd in de vissershaven van Killybegs.

### Betrekkingen met nazi-Duitsland
De neutrale positie van Ierland hield ook nog in dat de Ierse regering na het uitbreken van de Tweede Wereldoorlog weigerde zowel de Duitse als de Japanse ambassade te sluiten. In 1939 en 1940 deed Duitsland twee vergeefse pogingen Groot-Brittannië via Ierland te infiltreren. Deze infiltratiepogingen bekend zijn geworden als Unternehmen Hummer I en Unternehmen Seemöwe. Daarnaast probeerde de Abwehr tussen 1939 en 1943 door het leggen van banden met de IRA informatie over de oorlog in te winnen, maar de IRA bleek hiervoor geen bruikbare bron.
De Duitse invasieplannen met de overkoepelende benaming Operatie Fall Grün 2 waren hoofdzakelijk bedoeld als afleidingsmanoeuvre om de geplande Duitse invasie van Groot-Brittannië - Operatie Seelöwe - gemakkelijker te maken. Beide acties werden mettertijd op de lange baan geschoven, hoewel Operatie Fall Grün 2 in 1942 in een nieuwe vorm werd gegoten. Dit gebeurde omdat zowel de Duitse militaire staf als de Ierse regering vreesden voor een Amerikaanse invasie van Ierland, nadat de Verenigde Staten eerst grote hoeveelheden materieel en soldaten naar IJsland en Groenland hadden gestuurd.
Voor het geval Operatie Fall Grün 2 daadwerkelijk zou worden uitgevoerd, had Groot-Brittannië als een tegenreactie klaarstaan. Volgens dit plan zouden Britse troepen - naar eigen zeggen alleen met uitdrukkelijke instemming van de Ierse regering - in samenwerking met het Ierse leger een buffer tegen de Duitse opmars vormen. Zonder dat De Valera het wist, drong de Ierse minister Craigavon er bovendien op aan dat de haven van Cobh door Groot-Brittannië zou worden bezet. Naarmate de oorlog voortduurde zag het er voor Duitsland steeds slechter uit, waardoor het belang dat Duitsland had bij een invasie van Ierland geleidelijk aan verdween. Ook Groot-Brittannië hoefde zich hierom dus niet langer druk te maken.
De Ierse neutraliteit bleef gedurende de hele rest van de oorlog gehandhaafd. Na de dood van Adolf Hitler bracht De Valera een omstreden bezoek aan Eduard Hempel, de Duitse gezant, om zijn medeleven met het Duitse volk te betuigen. Ook president Douglas Hyde gaf blijk van zijn medeleven met de Duitsers.

## Ierland en de Holocaust
Men had in Ierland veel moeite de gruweldaden van het Derde Rijk tegen de Joden onder ogen te zien. Volgens sommige bronnen was De Valera in 1942 of 1943 op de hoogte van de Holocaust, die hij voor zover bekend echter nooit uitdrukkelijk heeft veroordeeld. In 1939 schijnt hij zelfs tegenover Hempel te hebben verklaard het eens te zijn met het idee dat de Joden de maatregelen die tegen hen werden getroffen door hun gedrag na de Eerste Wereldoorlog over zichzelf hadden afgeroepen. Zowel voor, tijdens als na de Tweede Wereldoorlog verzette de Ierse regering onder De Valera zich op aandringen van het Ierse Departement van Justitie fel tegen het toelaten van Joodse vluchtelingen, zodat er tussen 1933 en 1946 voor zover bekend slechts 60 tot 70 vluchtelingen van Joodse herkomst in Ierland zijn toegelaten. Anderzijds werden op aandringen van De Valera in 1946 en 1948 enkele honderden Joodse kinderen wel alsnog toegelaten. Ook had De Valera bij het opstellen van de Ierse Grondwet in 1937 juist veel aandacht aan de speciale positie van onder meer de Joodse Congregaties besteed.
Volgens de Ierse hoogleraar Europese integratie Dermot Keogh heeft het stelselmatig weigeren van visa aan Joodse vluchtelingen door het Ierse Departement van Justitie niettemin een zware schuld over Ierland afgeroepen.